# Zaeera ocellata
Zaeera ocellata är en skalbaggsart som beskrevs av Stefan von Breuning 1938. Zaeera ocellata ingår i släktet Zaeera och familjen långhorningar. Inga underarter finns listade i Catalogue of Life.